# Седова, Юлия Николаевна
Юлия Николаевна Седо́ва (9 [21] марта 1880 , Санкт-Петербург, Российская империя — 23 ноября 1969, Канны, Франция) — русская артистка балета, в основном Мариинского театра, организатор гастролей, педагог-хореограф. Фамилия по первому мужу Седова-Шидловская, в эмиграции Седова-Ильина.

## Биография

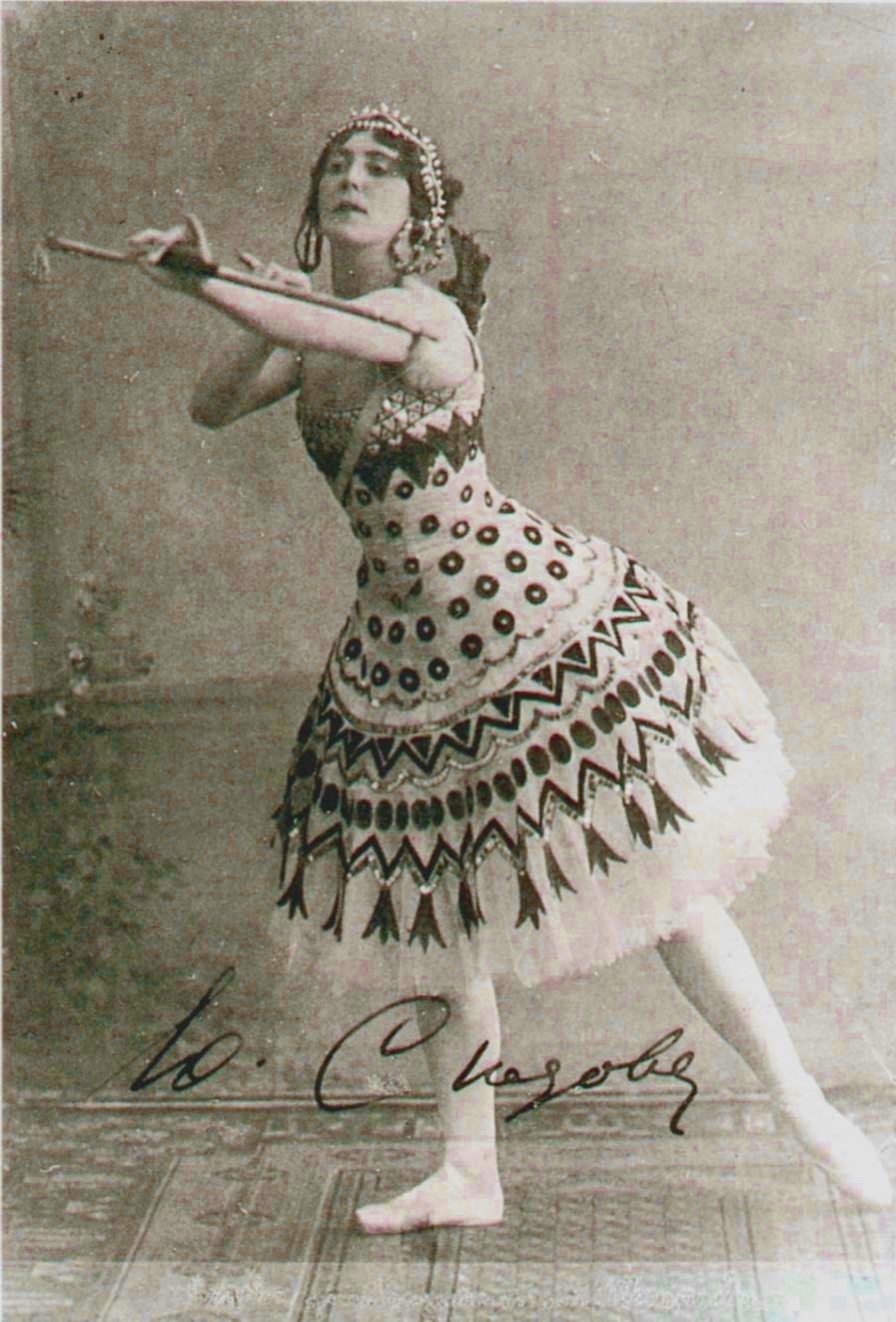
В роли принцессы Аспиччии в балете «Дочь фараона», около 1905 года.

Родилась 9 (21) марта 1880 года в Санкт-Петербурге в купеческой семье. Родители — Николай Александрович и Олимпиада Ивановна Седовы.
Окончила в 1898 году Императорское театральное училище. Ведущий педагог Энрико Чекетти поставил для неё и другой своей ученицы Любови Егоровой специальный выпускной спектакль «Урок танцев в гостинице», рассчитанный на демонстрацию хорошего владения техникой исполнения. Критика высоко оценила профессиональные навыки дебютанток, предсказывая им большое будущее, и была во многом права. Образцовое выполнение технически наиболее сложных фигур, вращений и прыжков отмечалось критиками на всём протяжении не очень долгой сценической жизни Юлии Седовой. Сразу после поступления в Мариинский театр она появилась на сцене во вставном номере, подготовленном Э. Чекетти для своих воспитанников. В балет «Пахита» был введён па де катр на музыку М. Ф. Келлера, в котором кроме Ю. Седовой танцевали Л. Егорова, М. Обухов и М. Фокин.
Хотя с первых лет её пребывания в Мариинском театре ей поручались значительные партии, её служебная карьера складывалась далеко не благополучно, только в 1916 году перед уходом в отставку она получила высшее в балетной карьере звание балерины. Для этого были причины субъективного характера, её откровенно не любил директор императорских театров В. А. Теляковский, который оставил в своих дневниках много нелестных отзывов о ней. Её обвиняли в склоках и интриганстве. Сейчас невозможно судить о объективности этих высказываний, особенно если принять во внимание специфическую атмосферу отношений в петербургском балете, которым фактически заправляла Матильда Кшесинская. Объективно можно говорить о том, что артистка имела предприимчивую деятельную натуру и, видимо, ладила с коллегами, о чём говорят многочисленные гастроли, которые она возглавляла. Однако кроме субъективных причин не вполне успешной карьеры были и вполне объективные. Она имела крупнокостное сложение, широкие плечи, сильные мускулистые ноги с большими ступнями, поэтому, добиваясь очень хороших результатов в сложных прыжках и вращениях, проигрывала в пластике поз. Её внешние данные никак не устраивали избалованную петербургскую балетную публику. В довершение к этому она не проявляла никакого артистического мастерства. Её мимическая игра сводилась к формальному выполнению поставленных режиссёром жестов. Похоже на то, что она и не понимала необходимости какой-то актёрской работы над образом.
Первой её значительной ролью на сцене Мариинского театра была исполненная 26 сентября 1899 года роль Терезы в балете «Привал кавалерии» на музыку Армсгеймера. Её партнёром был Михаил Фокин. Творческие установки будущего выдающегося балетмейстера в корне отличались от того, что демонстрировала на сцене его партнёрша. Однако ведущего балетмейстера Мариуса Петипа, который уже находился на склоне творческой карьеры, танцовщица с блестящими техническими данными вполне устраивала. В апреле 1900 года она исполнила главную роль Белой жемчужины в балете Петипа на музыку Р. Дриго «Жемчужина». В этой роли она заменила виртуозную итальянскую артистку Леньяни и по отзывам критики продемонстрировала последние достижения итальянской балетной школы. Критика отмечала виртуозное исполнение фуэте, двойных и тройных пируэтов.
Диапазон ролей Юлии Седовой распространялся от комедии до трагедии, у неё не было определённого амплуа, в чём, возможно, проявилось пренебрежение артистической стороной. 9 апреля 1903 года она исполнила трагическую роль Низии в «Царе Кандавле». Критика осудила её исполнение роли из-за плохой артистической игры. В те же годы она репетировала в Мариинском театре с Евгенией Соколовой (вероятно, до 1904 года, когда Соколова ушла в отставку). Занятия с выдающимся мастером классического танца оказались важны для шлифовки мастерства балерины: её движения стали более пластичными и органичными. Техническая сторона её танца достигла высот классической школы, но это никак не повлияло на недостаток артистизма.
Сезон 1904/05 года Юлия Седова провела в Большом театре, который испытывал недостаток в балеринах. Дебютировала она на этой сцене 21 ноября 1904 года с большим успехом в роли Царь-девицы в Коньке-Горбунке на музыку Ц. Пуни. 26 декабря она исполнила партию Одетты-Одиллии в «Лебедином озере» П. И. Чайковского. Обе поставки осуществлены балетмейстером А. А. Горским. В Москве её хорошо принимали и зрители, и критика.
После возвращения в Петербург в 1905 году отзывы критики стали несколько мягче. Её по-прежнему хвалили за технику, об артистической стороне выступления часто умалчивали. В прыжках она обладала даром «зависать» в воздухе; 7 августа 1907 года, сразу после выпуска В. Нижинского из школы К. М. Куличевской, для него и Юлии Седовой был поставлен номер «Игра бабочек» на музыку Вальдтейфеля. В этом номере Седова не уступала Нижинскому, признанному мастеру прыжка. Затем этот номер был вставлен в балет «Ручей» на музыку Лео Делиба. В октябре 1907 года В. Я. Светлов в «Биржевых ведомостях» написал:

Седова, прыгнув, задерживалась в воздухе, совершая ошеломляющие по своей протяжённости полёты. Достаточно сказать, что Седова рисковала потом состязаться в высоте и лёгкости прыжка с Нижинским, на что не отваживались не только танцовщицы, но и танцовщики, и не знала поражений.
В 1908 году она возглавила большую гастрольную поездку по городам России: Харьков, Ярославль, Баку, Тифлис, Ростов-на-Дону, Одесса. В качестве балерины в поездке участвовала начинающая Елена Смирнова. Летом 1909 года последовала поездка в Берлин, а летом 1910 года в Париж, куда её сопровождали два партнёра — Николай Легат и Фёдор Лопухов.
К 1911 году репертуар Мариинского театра в значительной мере опирался на неё, так как ряд артисток, например, Анна Павлова и Вера Трефилова, покинули театр, а Кшесинская и Тамара Карсавина появлялись на сцене ограниченно. Тем не менее она не получила давно заслуженного звания балерины и, вероятно, в знак протеста подала прошение об отставке, когда была повышен оклад Карсавиной. Отставка была принята.
Оставшись без работы, артистка возглавила большую гастрольную поездку по США, её партнёром в поездке был Михаил Мордкин. Солистами труппы были Лидия Лопухова, Бронислава Пожицкая, Александр Волинин и Николай Солянников как мимический танцор. Кордебалет составлял шесть-десять человек. Декорации были написаны художником Константином Коровиным. Гастроли удались. Американская публика, впервые увидевшая классический балет такого уровня, принимала хорошо. График выступлений был очень напряженным, спектакли давались практически каждый день. Труппа выступила в 52 городах. Седова выступила 38 раз в «Лебедином озере», 27 раз в «Коппелии» и 10 раз в «Русской свадьбе», небольшом балете, поставленным М. Мордкиным. Постановку «Жизели» пришлось отменить из-за болезни Мордкина. Петербургская пресса следила за гастролями и сообщала о восторгах американцев.
После возвращения из Америки последовали переговоры о возвращении в Мариинский театр, которые ни к чему не привели. 6 марта 1912 года актриса дала «Прощальный вечер» на сцене Петербургской консерватории. В 1912—1914 годах актриса гастролировала в Западной Европе. Только в 1914 году она смогла вернуться в Мариинский театр. 9 ноября 1916 года состоялся её прощальный бенефис, на котором она впервые исполнила роль Аспиччии в «Дочери фараона». В возрасте 36 лет она навсегда покинула сцену.
После революции в 1918 году выехала во Францию. В июне 1919 года гастролировала в Харькове, участвовала в спектакле "Конек-Горбунок", поставленном в пользу Общества помощи детям добровольцев Белой Армии. В 1920 году поселилась на Лазурном берегу. Выступала как прима-балерина и балетмейстер Русского балета Монте-Карло. В 1920—1921 годах в Париже участвовала в труппе «Folies Bergere», выступила в балете Р. Дриго «Очарованный лес». Позднее работала в театрах Италии, выступала в Южной Америке.
В 1930 году поселилась в Каннах и открыла балетную школу «Александрино» в Ницце, где преподавала искусство танца до смерти. Среди её учеников: Ж. Скибин, С. Головин, В. Протопопов, И. Степанова, Б. Траилин, Е. Траилина, М. Безобразова, А. Эглевский и др. Одна из её учениц, Анна Марли вспоминала:

На занятиях Юлии Николаевны Седовой <…> была железная дисциплина балета. Я ломала свое тело до боли под звуки музыки Чайковского или Шопена. Вся моя жизнь преобразилась, ведь балет — это особенный мир! Седова готовила меня на па-де-де Петипа из „Синей птицы“. Это был когда-то её коронный номер, она даже подарила мне свой костюм и тиару
— Хайретдинова А. С. Почти анонимный шедевр // Московский журнал. — 2016. — № 11. — С. 36. (из: Певец Свободы. — М., 1993)
Юлия Николаевна Седова кончалась а Каннах 23 ноября 1969 года в возрасте 89 лет.

## Некоторые партии
На сцене Мариинского театра:
- Тереза (первая исполнительница — П. Леньяни),  Мария в балете И. И. Армсгеймера «Привал кавалерии», балетмейстер М. И. Петипа.
- Белая жемчужина (апрель 1900 года, первая исполнительница Леньяни) балете М. Петипа на музыку Р. Дриго «Жемчужина».
- Первая исполнительница партии 20.01.1902 Повелительница дриад в балете Л. Минкуса «Дон Кихот», балетмейстер А. А. Горский, позднее также в партии Китри-Дульцинеи (первая исполнительница М. Ф. Кшесинская).
- Пахита (первая исполнительница — Е. О. Вазем) в одноимённом балете Э. М. Дельдевеза.
- Первая исполнительница 8.12.1902 партии Заэль в балете Л. Делиба и Л. Ф. Минкуса «Ручей», балетмейстер А. Коппини по А.Сен-Леону.
- Первое исполнение 10.2.1907 мазурки (партнёр П. А. Гердт) в балете «Шопениана», балетмейстера М. М. Фокина.
- Лёд — первое исполнение 7.2.1900 партии в аллегорическом балете А. К. Глазунова «Времена года», балетмейстер М. Петипа. Позднее в том же балете в партии Града (первая исполнительница — В. А. Трефилова).
- Низия в балете Цезаря Пуни «Царь Кандавл», возобновление балетмейстером М. Петипа собственной постановки (первая исполнительница К. Брианца).
- Царь-девица в балете Цезаря Пуни «Конёк-Горбунок» возобновление балетмейстером М. Петипа по хореографии А. Сен-Леона (первая исполнительница Пьерина Леньяни).
- Медора в балете А. Адана «Корсар» возобновление в 1899 г. балетмейстером М. Петипа (первая исполнительница Пьерина Леньяни).
- Аспиччия,  Нева в балете в балете Цезаря Пуни «Дочь фараона», возобновление балетмейстером М. Петипа собственной постановки (первая исполнительница Матильда Кшесинская). Прощальная роль на сцене Мариинского театра.
- Флёр де Лис — «Эсмеральда»
- Мирта — «Жизель»
- Гамзатти — «Баядерка»
- Русский танец — «Фея кукол»
- Венгерский танец — «Лебединое озеро»
- Мазурка — «Раймонда»

На сцене Большого театра:
- Царь-девица в балете Цезаря Пуни «Конёк-Горбунок», балетмейстер А. А. Горский.
- Одетта — Одиллия в балете П. И. Чайковского «Лебединое озеро».